# Kevin N'Doram
Kevin N'Doram (Saint-Sébastien-sur-Loire, 22 de janeiro de 1996) é um futebolista francês que atua como zagueiro e volante. Atualmente joga pelo Al-Kholood.

## Carreira
Kevin N'Doram começou a carreira no Monaco.

## Títulos
Monaco
- Campeonato Francês: 2016–17